# Zawciągowiec

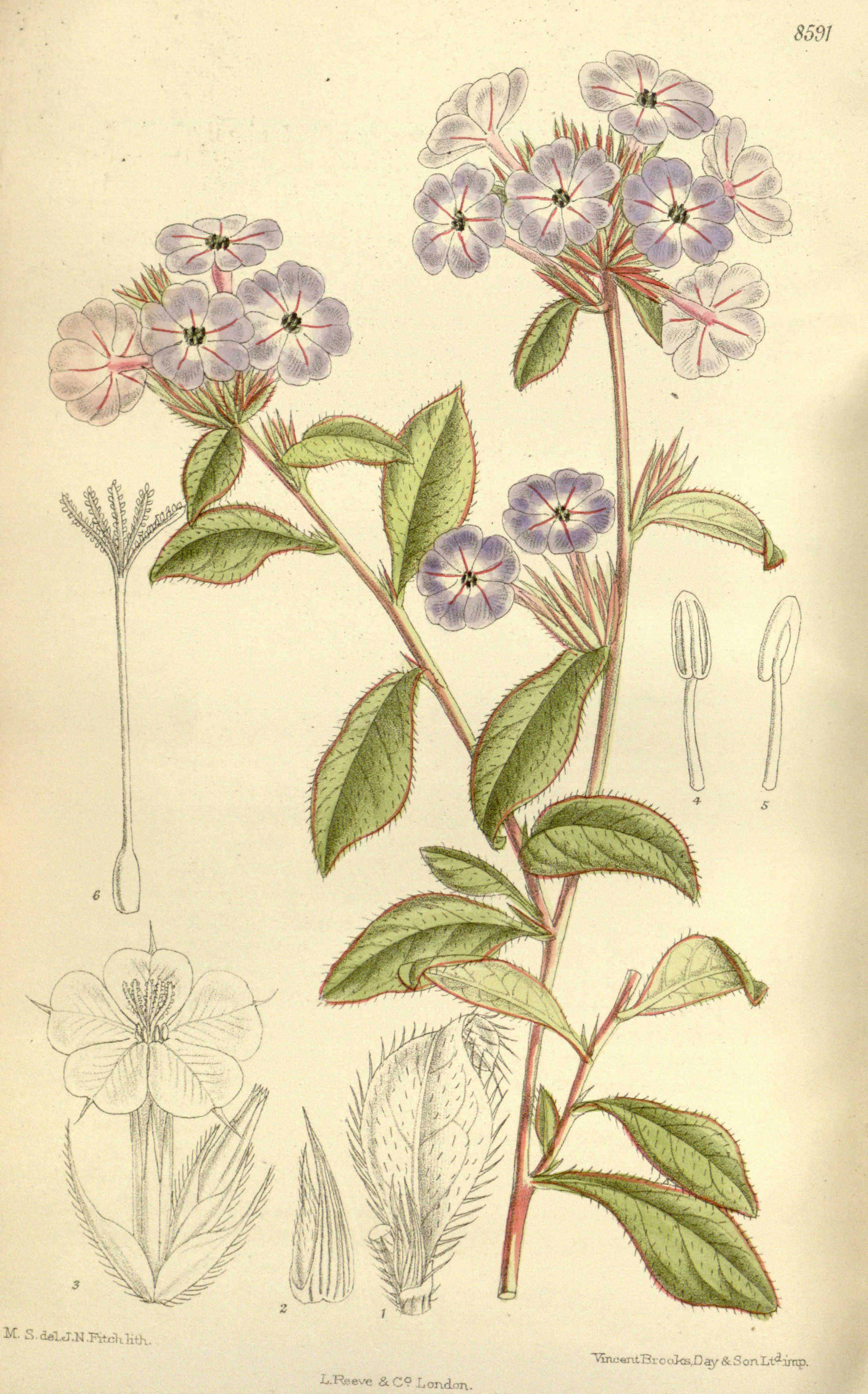
Ceratostigma willmottianum

Zawciągowiec (Ceratostigma) – rodzaj roślin z rodziny ołownicowatych (Plumbaginaceae). Obejmuje 8 gatunków występujących głównie w Himalajach i zachodnich Chinach, poza tym jeden gatunek (C. abyssinicum), którego zasięg obejmuje wschodnią Afrykę od Etiopii po Kenię. Są to krzewy z błękitnymi kwiatami rosnące na suchych i kamienistych stokach dolin. Niektóre gatunki uprawiane są jako ozdobne – wymagają możliwie słonecznych stanowisk i ochrony przed mrozami.

## Morfologia
PokrójNiskie krzewy osiągające do 1,5 m wysokości, z zielnymi pędami, także półkrzewy i byliny. Łodygi zwykle owłosione.
LiściePojedyncze, skrętoległe, na brzegach sztywno owłosione lub kolczaste.
KwiatySkupione główkowato na końcach pędów, rzadziej w kątach liści. Kielich wąski, cylindryczny, zielony wzdłuż wiązek przewodzących i błoniasty między nimi, nierzadko barwny. Płatki o żywej, niebieskiej barwie tworzą koronę o średnicy do 2 cm, u nasady są zrośnięte. Pręcików jest 5, zrośnięte są u nasady z płatkami korony. Zalążnia jajowata do owalnej, z pięcioma kantami lub żebrami. Słupek pojedynczy, na szczycie podzielony i zakończony 5 znamionami.
OwoceJednonasienne, zamknięte w trwałym kielichu, którego działki pękają od nasady.

## Systematyka
Pozycja według APweb (aktualizowany system APG III z 2009)
Rodzaj z podrodziny Plumbaginoideae w obrębie rodziny ołownicowatych (Plumbaginaceae) należącej do rzędu goździkowców reprezentującego dwuliścienne właściwe.
Wykaz gatunków
- Ceratostigma abyssinicum (Hochst.) Asch.
- Ceratostigma asperrimum Stapf ex Prain
- Ceratostigma griffithii C.B.Clarke
- Ceratostigma minus Stapf ex Prain
- Ceratostigma plumbaginoides Bunge – zawciągowiec zwyczajny
- Ceratostigma stapfianum Hosseus
- Ceratostigma ulicinum Prain
- Ceratostigma willmottianum Stapf